# Swertia stenopetala
Swertia stenopetala là một loài thực vật có hoa trong họ Long đởm. Loài này được Pissjauk. miêu tả khoa học đầu tiên.